# Patrizia Ferrara

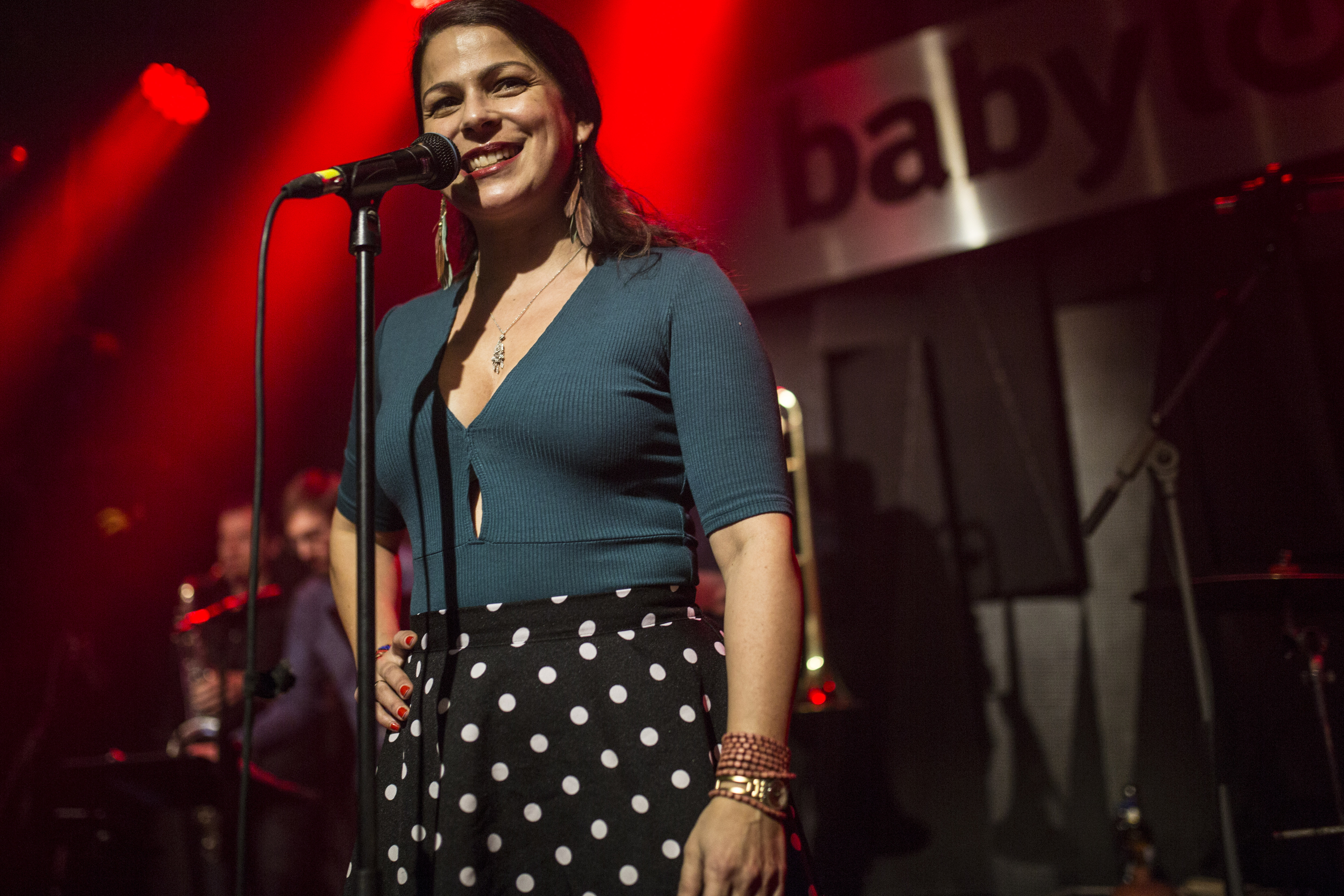
Patrizia Ferrara (2017)

Patrizia Liliana Ferrara (* 20. Februar 1977) ist eine österreichische Jazzsängerin und Songschreiberin.

## Leben und Karriere
Ferrara ist Tochter einer Österreicherin und eines Sizilianers. Sie wuchs mit italienischen Radio-Popmusik der 80er Jahre und den traditionellen Liedern ihrer Verwandten aus Sizilien und Neapel auf. Mit sechzehn Jahren zog Ferrara nach Wien, wo sie ein Praktikum im ORF Radiokulturhaus absolvierte. Dies ermutigte sie, ihre ersten Lieder zu schreiben, sich am Konservatorium einzuschreiben, um Jazz zu studieren, und auf der Bühne aufzutreten. Zu ihren frühen Engagements zählen Arbeiten mit österreichischen, afrikanischen, kolumbianischen, türkischen und kubanischen Künstlern sowie die Arbeit als Backgroundsängerin für die brasilianische Sängerin Celia Mara. 2003 schloss sie ihr Studium für Jazzgesang und Klavier am Gustav-Mahler-Konservatorium in Wien mit Auszeichnung ab.
Ferrara begann 2004 als Jazzsängerin mit dem amerikanischen Sänger Dean Bowman und dem amerikanischen Pianisten Danny Grissett zu arbeiten. Im folgenden Jahr besuchte sie mit Bowman und Grissett New York City und ließ sich anschließend in Brooklyn nieder. Während ihres Aufenthalts in New York arbeitete sie mit lokalen Jazzmusikern zusammen. Im Jahr 2008 veröffentlichte sie unabhängig ihr Debütalbum Simple Things. Seit 2016 ist sie die Leadsängerin von Klaus Waldeck und hat mehrere Songs auf Atlantic Ballroom, Grand Casino Hotel und einer Reihe von EPs, die Waldeck seither veröffentlicht hat, mitgeschrieben. Die Single "Rough Landing" war in der Golden Gallery Signature TV-Werbung "Masterpiece" von Ferrero Rocher zu hören. "One Of These Days" erhielt 2021 eine Nominierung für den Austrian Music Award (Kategorie: Electronic/Dance). Der 2022 erschienene Remix der Single "Quando Quando" des französischen DJs und Produzenten The Avener erreichte Platz 2 der Apple Music Charts in Frankreich, Platz 1 der belgischen iTunes-Charts und Platz 1 der italienischen Radio Charts. Seit 2020 ist Ferrara auch die Sängerin des Joschi Schneeberger Gypsy Swingtet.
Im Laufe ihrer Karriere hat Ferrara u. a. mit Waldeck, Lee Perry, Joschi Schneeberger, John Heard, James Weidman, Danny Grissett, Gerald Schuller, Lonnie Plaxico, Kyle Eastwood, Celia Mara, DJ DSL, Sertab Erener, Jon Sass, Rudi Wilfer und Christian Ide Hintze zusammengearbeitet. Ferrara lebt in Wien.

## Diskografie (Auswahl)

### Alben
- 2005: Camena To The Fallen (mit Fred Eisler)
- 2006: Patrizia Ferrara/Edi Köhldorfer
- 2007: Family Business (mit Al Haca)
- 2008: Bastardista (mit Celia Mara)
- 2008: Simple Things
- 2012: Songbook One: Mike Scharf & Urban Dreamtime
- 2018: Atlantic Ballroom (mit Waldeck)
- 2019: Ide (mit Ide Hintze)
- 2020: Grand Casino Hotel (mit Waldeck)
- 2020: One (mit Florian Klinger)

### Singles
- 2018: „Quando“
- 2019: "One Of These Days"
- 2020: "Look at me Joe"
- 2020: "Lady Bedford" Soul Goodman Remix
- 2020: "Je t’aime beaucoup" Soul Goodman Remix
- 2020: "Rough Landing" Soul Goodman Remix
- 2020: "Come To Me"
- 2021: "Lady In Green" Surprise 20 Years Dope Noir
- 2021: "Memories" Waldeck
- 2021: "Speak To Me Darling"
- 2021: "Dressed In Black"
- 2022: "Quando Quando"
- 2022: "The Moon Above"

### EP
- 2004: Link Love (mit Ide Hintze)
- 2015: On Solid Ground
- 2018: Stay Put (mit Waldeck)
- 2019: Live in Baden (mit Martin Spitzer)
- 2021: It Might Be French (mit Waldeck)